# Mechanizacja rolnictwa
Mechanizacja rolnictwa – proces zastępowania pracy żywej pracą uprzedmiotowioną. Pojęcie najczęściej używane w celu określenia zespołu środków używanych do zastąpienia pracy ludzkiej i pracy zwierząt w rolnictwie pracą maszyn o napędzie mechanicznym oraz w celu określenia wszelkich metod racjonalnego posługiwania się nimi.

## Występujące stopnie mechanizacji rolnictwa
Poziom mechanizacji rolnictwa i gospodarstwa określany jest stopniami. Wyróżniono sześć stopni mechanizacji procesów produkcyjnych w rolnictwie, w tym;
- stopień 0 obejmuje prace wykonywane bez jakichkolwiek narzędzi;
- stopień 1 obejmuje prace wykonywane przy użyciu narzędzi ręcznych;
- stopień 2 obejmuje prace wykonane przy użyciu narzędzi napędzanych energią zwierząt;
- stopień 3 obejmuje prace wykonane przy jednoczesnym użyciu siły pociągowej i silnika;
- stopień 4 obejmuje prace wykonane wyłącznie przy użyciu napędu mechanicznego;
- stopień 5 jest stopniem prac zautomatyzowanych, wykonywanych bez ingerencji człowieka.

## Okresy rozwoju mechanizacji rolnictwa w ujęciu historycznym
W perspektywie dłuższego okresu czasu w rozwoju mechanizacji rolnictwa wyróżnia się na ogół trzy główne etapy.
Etap pierwszy obejmuje czas do chwili wprowadzenia ciągnika rolniczego, czyli do roku 1906. Charakteryzuje go powolny rozwój ilościowy parku maszynowego, przy dużym nakładzie robocizny i żywej siły pociągowej. W tym okresie opracowano jednak konstrukcje większości podstawowych mechanizmów (tnących, koszących, młócących, siewnych), używanych do dziś w maszynach rolniczych.
Drugi okres rozpoczął się od chwili wprowadzenia do rolnictwa ciągnika. Charakteryzuje go bardzo szybki wzrost liczby maszyn oraz znaczne zmniejszenie nakładu żywej siły roboczej na jednostkę produkcyjną.
Etap trzeci związany jest ze stosowaniem urządzeń autonomicznych, internetu, przy pełnej automatyzacji procesów produkcyjnych oraz korzystania z urządzeń satelitarnych i sztucznej inteligencji.

## Znaczenie mechanizacji rolnictwa
Mechanizacja rolnictwa oparta na mechanicznej energii napędowej pozwoliła przyspieszyć i wprowadzić wiele nowych zabiegów agrotechnicznych, a przy tym lepiej i terminowo wykonywać pracę. Spowodowała zmniejszenie nakładu pracy żywej oraz zmniejszenie wysiłku fizycznego pracowników rolnictwa. W efekcie nastąpił wzrost ilościowy i jakościowy produkcji rolniczej, przy jednoczesnym obniżenie kosztów produkcji, zmniejszenie nakładu pracy i podniesienie wydajności z jednostki produkcji.

### Liczba ciągników w rolnictwie w latach 1960–1969 w Polsce
Według danych rocznika statystycznego GUS liczba ciągników w rolnictwie przedstawiała się następująco (w tys. sztuk):
| Wyszczególnienie             | 1960 | 1965  | 1966  | 1967  | 1968  | 1969  |
| ---------------------------- | ---- | ----- | ----- | ----- | ----- | ----- |
| Gospodarstwa indywidualne    | 13,3 | 16,1  | 16,2  | 18,2  | 23,4  | 35,6  |
| Kółka rolnicze               | 6,9  | 45,6  | 53,9  | 63,4  | 70,9  | 80,1  |
| Spółdzielnie produkcyjne     | 2,1  | 3,8   | 4,4   | 4,9   | 5,3   | 5,7   |
| Państwowe gospodarstwa rolne | 28,6 | 50,3  | 54,1  | 57,6  | 62,3  | 64,7  |
| Państwowe ośrodki maszynowe  | 11,8 | 8,3   | 7,8   | 7,5   | 6,9   | 6,5   |
| Ogółem                       | 62,7 | 124,1 | 136,4 | 151,6 | 168,8 | 192,6 |

### Zasoby siły pociągowej w rolnictwie w latach 1995–2005 w Polsce
Według danych rocznika statystycznego GUS zasoby siły pociągowej w rolnictwie przedstawiały się następująco:   
| Rok  | Zasoby w tys. jednostek pociągowych | Zasoby w tys. jednostek pociągowych | Zasoby w tys. jednostek pociągowych | Zasoby w % ogółem | Zasoby w % ogółem | Zasoby na 100 ha użytków rolnych | Zasoby na 100 ha użytków rolnych | Zasoby na 100 ha użytków rolnych |
| Rok  | Ogółem                              | Mechaniczna                         | Żywa                                | Mechaniczna       | Żywa              | Ogółem                           | Mechaniczna                      | Żywa                             |
| ---- | ----------------------------------- | ----------------------------------- | ----------------------------------- | ----------------- | ----------------- | -------------------------------- | -------------------------------- | -------------------------------- |
| 1995 | 9318                                | 8725                                | 593                                 | 93,6              | 6,4               | 52,0                             | 48,7                             | 3,3                              |
| 2000 | 10 050                              | 9578                                | 472                                 | 95,3              | 4,7               | 56,4                             | 53,8                             | 2,6                              |
| 2001 | 10 054                              | 9590                                | 464                                 | 95,4              | 4,6               | 56,5                             | 53,9                             | 2,6                              |
| 2002 | 9876                                | 9656                                | 220                                 | 97,8              | 2,2               | 58,4                             | 57,1                             | 1,3                              |
| 2003 | 9915                                | 9689                                | 226                                 | 97,7              | 2,3               | 61,3                             | 59,9                             | 1,4                              |
| 2004 | 9867                                | 9646                                | 221                                 | 97,8              | 2,2               | 60,4                             | 59,1                             | 1,3                              |
| 2005 | 10 606                              | 10 382                              | 234                                 | 97,9              | 2,1               | 66,7                             | 65,3                             | 1,4                              |